# Scipione Caracciolo
Scipione Caracciolo (... – Catania, 28 ottobre 1529) è stato un vescovo cattolico italiano.

## Biografia
Di lui non si conosce altro prima che fosse nominato vescovo di Catania il 24 luglio 1524. Ricoprì la carica fino al 28 ottobre 1529, giorno della sua morte.